# Гарваница
Гарваница је река у југоисточној Србији. Настаје од извора Бела вода и Попов кладенац испод самих врхова Чемерника (В. Чемерник, 1638, m и Кула, 1.622 m) и водотокова који дају Троскачки и Доканов поток. После осам километара тока, улива се у реку Мутницу (Голема река), на неколико километара испред варошице Џеп, дајући са њом Џепску реку. Брза планинска река богата је пастрмком и поточном мреном. На левим обронцима развођа Гарванице су насеља Мачкатица и Мањак, а на десним један заселак Дикаве. Долина Гарванице је обрасла буквом, а у доњем току има и храста. Између два рата на њој је било пуно воденица.
Река је добила име по гаравој води насталој од дрвеног угља који се правио у бројним „жежницама“ дуж обале, а који се користио за рад вигњева и самокова у којима се топила и прерађивала гвоздена руда. У турском попису врањског кадилука, 1570. године, стоје два вигња и један самоков на њеној обали код Мачкатице, а било је „жежница“ и вигњева и близу Троскача, на њеном изворишном делу, док је највећи самоков у крају био недалеко од Мутнице на увиру Лебетске реке у њу. Када је самоков радио на сат хода од њега се тресла земља - стоји у неким записима. Самоков је престао да ради две године након ослобођења од Турака 1880. године.
На саставу Гарванице и Мутнице постоји узвишење на коме је очуван кружни зид од камена висине око једног метра. Претпоставља се да је ту било утврђење одакле се штитио саобраћај у турско време долинама ових река. Близу утврђења је место које се зове Манастир, на коме су остаци темеља неког храма површине пет пута шест метара. Сматра се да је ту био стари српски манастир, јер су се становници насеља Мањак раније ту окупљали на дан светог Јована.